# Paroedura stellata
Paroedura stellata es una especie de saurópsido escamado de la familia Gekkonidae. Es endémico de Mayotte.
Se encuentra amenazada por la pérdida de su hábitat natural.